# Batak
Batak (in bulgaro Батак?) è una città bulgara situata nella Regione di Pazardžik. Batak è un centro comunale che oltre alla città omonima comprende altri 2 villaggi: Fotinovo e Nova Mahala con una popolazione totale di 7 484 abitanti (dati 2009).

## Geografia fisica

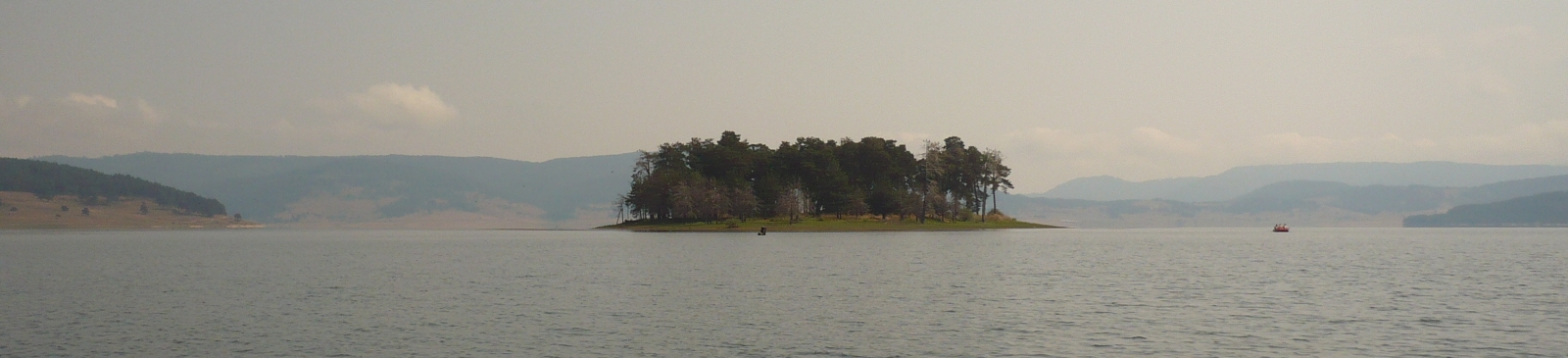
Lago Batak.

Batak si trova nel versante nord-occidentale dei Monti Rodopi, a 1036 m sul livello del mare. La città è circondata da cime ricoperte di pini secolari e boschi di abeti. Il clima è temperato continentale con una caratteristica corrente di vento caldo del sud proveniente dal mar Mediterraneo. Batak è stata pronunciata città nel 1964 e conta una popolazione di 4 019 persone. Batak è il centro di uno dei comuni più grandi della Bulgaria in termini di territorio - 667 km² o il 15% della superficie della Provincia di Pazardzhik - così come è uno dei comuni con la più bassa densità di popolazione. Novanta per cento del territorio comunale è coperto da una fitta foresta.
Batak si trova a 60 km a sud di Plovdiv e 33 km a sud del capoluogo di Provincia - Pazardzhik. La stazione ferroviaria più vicina è la città Peshtera a 15 km di distanza.

## Storia

### Antichità

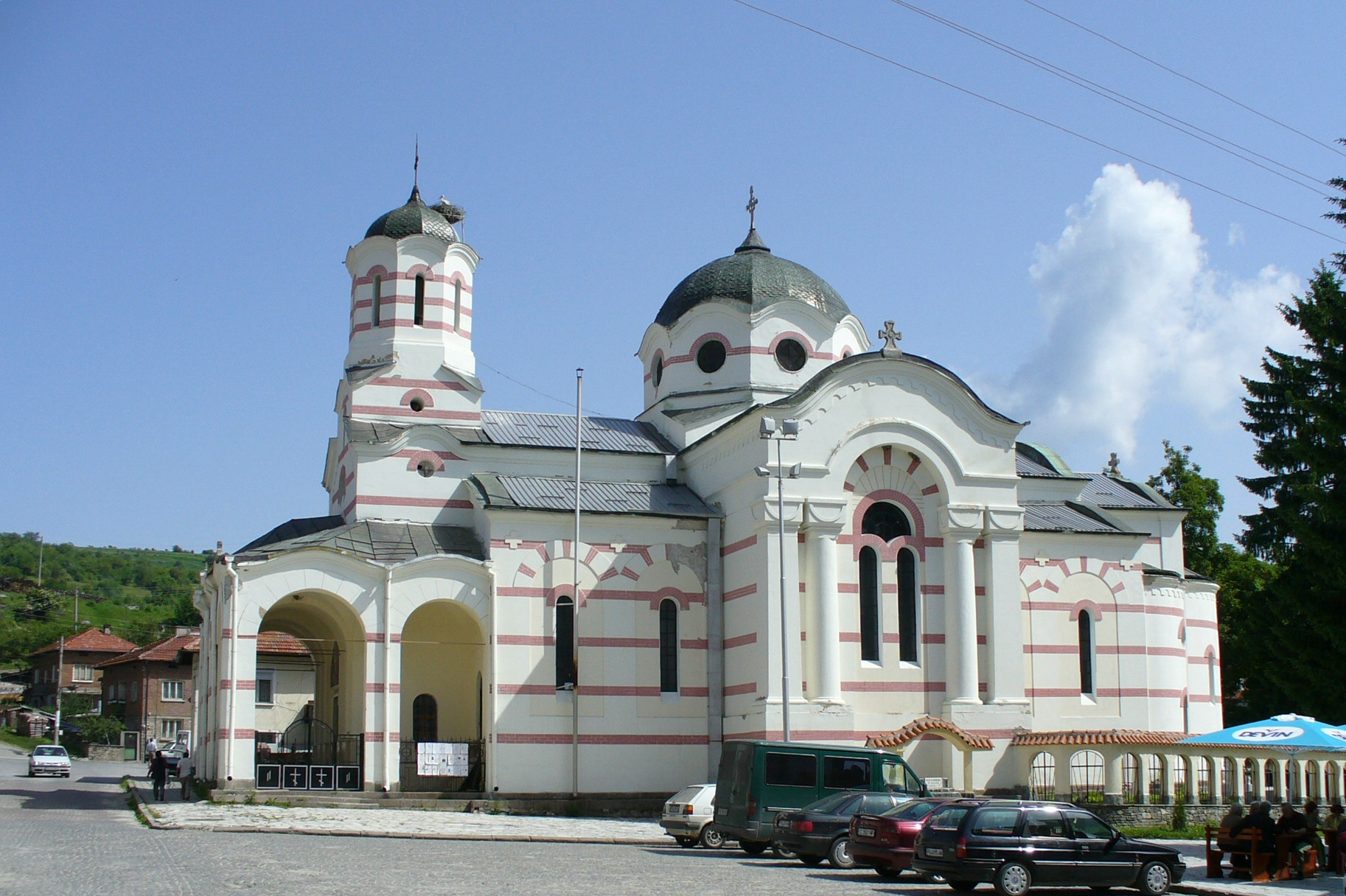
Il duomo di Batak.

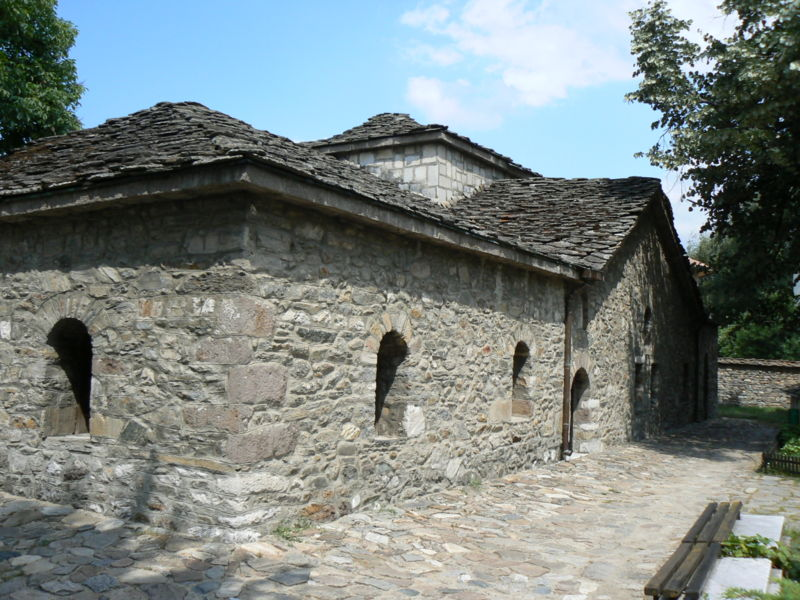
Batak, chiesa Sveta Nedelya.

Su tutta la regione di Batak sono stati rinvenuti numerosi reperti archeologici risalenti ai tempi più antichi. Alcuni di essi, scoperti nel 1958 risalgono all'Età della pietra. Strumenti, utensili, vasi di ceramica, ornamenti e anche le ossa di un rinoceronte preistorico sono solo alcuni fra gli oggetti ritrovati, il che dimostra che il clima era più caldo nel Quaternario. Fra i siti archeologici registrati se ne contano in tutto una ventina fra rovine di fortificazioni Trace, Traco-romane, bizantine e slave, chiese e monasteri, così come tumuli Traci, ponti romani, miniere, mulini ecc.

### Origini
Gli eventi che hanno portato alla fondazione di Batak sono poco noti, poiché non vi è alcuna presenza di dati storici. L'ipotesi di alcuni storici, secondo la quale l'insediamento fu fondato da bulgari che si salvavano dalle conversioni forzate di massa verso l'Islam nella valle del Chepino nel XVI secolo, oggi è respinta poiché si ritiene che l'esistenza del primo villaggio risalga a tempi molto più antichi. Tale fatto è confermato da un'iscrizione sulla fontana della Vergine Maria nel Monastero di Krichim costruita dal popolo di Batak nel 1592, e anche da un atto di possedimenti feudali del sultano Solimano I (1520-1566), in cui viene citato il nome della città.
La principale fonte di guadagno e sviluppo economico era la legna.
La prosperità della popolazione, dovuta alla produzione, alla lavorazione artigianale e al commercio del legname fu favorevole al prosperare di scuole di formazione (la prima scuola laica è stata aperta nel 1835). Nel 1813 viene costruita la chiesa principale Santa Nedelya. Batak ha dato molti personaggi illustri durante il periodo del Risorgimento bulgaro, come ad es. l'archimandrita Kiril, ricostruttore del monastero di Rila, inoltre famosi uomini di lettere come Georgi Busilin (autore di uno dei primi libri scolastici) e Dragan Manchov.

### La rivolta di aprile contro gli ottomani
La popolazione di Batak prese parte alla rivolta di aprile del 1876 contro gli Ottomani. La gente di Batak si ribellò il 22 aprile sotto la guida del voivoda Petar Goranov. Il 30 aprile il villaggio fu circondato da unità dell'esercito ottomano e irregolari chiamati Bashi-bozouk. Le battaglie furono condotte per cinque giorni. L'ultima roccaforte dei ribelli fu la chiesa di Santa Nedelya.
Alla fine cinquemila persone furono trucidate e il villaggio venne bruciato in cenere. Le notizie delle atrocità ottomane commesse sul popolo di Batak si diffusero in tutto il mondo. L'indignazione pubblica creò le condizioni favorevoli perché la Russia dichiarasse guerra alla Turchia nel 1877.

### Storia contemporanea
Batak vanta un sistema di chiavi di energia idroelettrica - Batashki Vodnosilov Pat - con cinque dighe e tre centrali idroelettriche costruite nel 1950.
Batak oggi è una famosa località turistica per i suoi monumenti storici, la sua splendida natura intatta ricca di flora e fauna e per la presenza di case vacanza, complessi turistici e ville che sono state costruite lungo le rive del lago di Batak, situato a 11 km dalla città.